# Kirby's Blowout Blast
Kirby's Blowout Blast es un videojuego de 2017 para Nintendo 3DS. Es una versión expandida del minijuego Kirby 3D Rumble en Kirby: Planet Robobot. El juego ha sido aclamado por los analistas por sus gráficos, pero criticado por ser repetitivo.

## Jugabilidad
Kirby's Blowout Blast no dispone de habilidades de copia; Kirby solo puede saltar y absorber. La jugabilidad se centra en Kirby absorbiendo objetos y enemigos, y escupiéndolos como proyectiles. Matar enemigos con esas dos habilidades empieza un combo, otorgando puntos. Si el jugador obtiene un puntaje lo suficientemente alto en cada nivel, desbloqueará versiones más desafiantes de dichos niveles.

## Desarrollo y lanzamiento
Kirby's Blowout Blast es una versión expandida del minijuego Kirby 3D Rumble en Kirby: Planet Robobot. El juego fue lanzado para la Nintendo 3DS el 6 de julio de 2017, tras el lanzamiento de la Nintendo Switch. Fue anunciado en un Nintendo Direct junto a Team Kirby Clash Deluxe, que fue lanzado en abril de 2017.

## Recepción
Tim Latshaw de Nintendo Life declaró que los niveles del juego fomentaban la rejugabilidad, pero no variaban demasiado. También aclamó los gráficos del juego. En su análisis para Vice, Chris Schilling llamó al juego «otro exitoso spin-off» para la serie. Jon Mundy de Pocket Gamer llamó al juego satisfactorio, declarando que disfrutó cómo el juego trató la mecánica de escupir proyectiles. Fue criticado fuertemente por Markus Grundmann de Eurogamer, quien sintió que los niveles fueron repetitivos. En su reseña para Cubed3, Drew Hurley aclamó la rejugabilidad, pero lo criticó por ser demasiado corto y fácil.